# 潘日明
潘日明(Pun Yat Ming，葡萄牙耶穌會神父Rev. Benjamin Videira Pires, S.J.的漢語姓名)，1916年10月30日——1999年1月9日，葡萄牙耶穌會神父、詩人、葡萄牙亞洲史（包括澳門史）學者、史學家和漢學家，《葡萄牙與巴西百科全書》的作者之一，為澳門取潔中學的創辦人及前任校長。1996年7月退休, 隨即發生澳門取潔中學事件。1998年返回葡萄牙北部故鄉休養。1999年1月9日病逝於米蘭德拉醫院，終年八十二歲，其逝世消息至1月24日才被澳門天主教區公布。
潘日明於1932年加入耶穌會。1936年完成古典人類及葡國文學高等課程。1940年取得布拉加大學哲學系大專學位，再前往西班牙進修四年神學。1945年，在波爾圖開始擔任神職人員。1948年以隨軍神父身份扺達澳門，旋即被派往廣東肇慶傳教。1949年10月，中共軍隊進入肇慶，接管所有教堂寺廟，他與所有教會神職人員一齊被驅逐回澳門，並繼續在澳門當地擔任傳教工作。
鑑於1950年代澳門學額嚴重短缺，潘日明神父於1961年創辦取潔學校，並自幼稚園、小學、初中、高中，逐漸擴充學校的規模，至1995年，全校已有2400名中學、小學及幼稚園學生。該校目前已經停辦，位於大三巴巷的原址改由耶穌會擁有的利瑪竇學校接管辦學。
潘日明神父撰寫了十多本關於歷史和文學著作，曾於1973年和1996年兩獲葡國政府授予勛章，又於1987年獲澳門政府授予勛章。
潘日明神父的眾多歷史著作中，最為一般所知的是由蘇勤自葡文版譯成中文版，由澳門文化司署於1992年出版的《殊途同歸 : 澳門的文化交融》（Os Extremos Conciliam-se : transculturação em Macau, Macau: Instituto Cultural de Macau, 1992）。其實，該書比較正確的譯名應是「和諧共處：澳門的文化交流」，其內容是收集了他十幾篇主要討論澳門十九世紀至二十世紀期間，澳門葡人和澳門華人在文化和社會上互相交往的歷史學論文，幾乎是研究澳門與中西文化交流的學者的必讀之作。其他著作由於沒有被譯成中文或英文，遂比較少人知悉。
潘日明神父出版過三本葡文詩集，分別是：
《空中花園：詩歌集》"Jardins Suspensos: poemas", Macau, Secção de Propaganda e Publicidade,1955
《發現：詩集》"Descobrimentos: Poesias", Macau, Secção de Propaganda e Publicidade,1958
《海鏡》"Espelho do Mar". Instituto Cultural de Macau,1986
潘日明神父的學生中，有他最為器重、傾力培養，而且繼承了其葡萄牙亞洲史（包括澳門史）研究衣鉢的歷史學家、兩岸四地問題及國際關係研究專家、新聞傳播學者、專欄作家、大學教授、電台及電視台主持人、時事評論員譚志強博士，其他較著名的學生有澳門籃球總會理事長胡松輝、澳門大學校友會理事長葛萬金、澳門中西創新學院校友會副主席朱錦漢、澳門中華總商會副理事長、中華全國青年聯合會原副主席黃樹森、澳門北區工商聯會會長黄健中、市民日報編輯主任林葉安、澳門大學助理教授黃炳銓、教育學院副教授老志鈞、土木及環境工程系副教授陸萬海、澳門理工大學教授蘇沛權、留美著名工程師何炳坤博士、澳門著名酒商楊源豐、澳門馬禮遜學校前校長女牧師蕭卓芬等等。

## 貢獻
- 鑑於早年澳門學額嚴重短缺，於1961年創立取潔中學，對澳門教育作出貢獻。

## 榮譽
- 1973年和1996年獲葡萄牙政府授予勛章。
- 1987年獲澳門政府授予勛章。